# Codalet
Codalet là một xã thuộc tỉnh Pyrénées-Orientales trong vùng Occitanie phía nam Pháp. Xã này nằm ở khu vực có độ cao trung bình 350 mét trên mực nước biển.
Nhà thờ Saint-Michel-de-Cuxa nằm ở xã này.